# Weywot
Weywot ist ein Mond des Kuipergürtel-Asteroiden, Cubewanos und Zwergplaneten-Kandidaten (50000) Quaoar. Sein mittlerer Durchmesser beträgt geschätzte 81 Kilometer.

## Entdeckung und Benennung
Weywot wurde am 14. Februar 2006 von Michael E. Brown und Terry-Ann Suer durch Beobachtungen von Quaoar mit dem Hubble-Weltraumteleskop entdeckt. Weywot wurde bei 0,35 Bogensekunden Abstand zu Quaoar gefunden, mit einer Differenz der scheinbaren Helligkeit von 5,6 ± 0,2. Die Entdeckung wurde am 22. Februar 2007 bekanntgegeben; der Mond erhielt die vorläufige Bezeichnung S/2007 (50000) 1.
Brown überließ die Wahl des Namens den Tongva, die sich für den Gott Weywot entschieden, den Sohn von Quaoar. Weywot wurde durch Gesang von Quaoar erschaffen. Der Name wurde am 4. Oktober 2009 im MPC 67220 erwähnt und von der Internationalen Astronomischen Union (IAU) am 11. November 2009 im IAUC 9094 offiziell veröffentlicht.

## Bahneigenschaften
Weywot umkreist Quaoar in einer leicht elliptischen Umlaufbahn in rund 13.800 Kilometer mittlerem Abstand zu dessen Zentrum (24,84 Quaoarradien bzw. 340,74 Weywotradien). Die Bahnexzentrizität beträgt 0,14. Für die Bahnneigung gibt es zwei mögliche Lösungen: Entweder ein prograder Orbit mit 14° oder eine retrograde Umlaufbahn mit einer Neigung von 30° bzw. 150°.
Weywot umrundet Quaoar in 12 Tagen, 3 Stunden und 18,7 Minuten, was rund 8480,9 Umläufen in einem Quaoar-Jahr (rund 288,81 Erdjahre) entspricht.
Michael Brown glaubt, dass der Mond durch einen Einschlag auf Quaoar entstanden ist, bei dem dieser einen beträchtlichen Teil seines Eismantels verloren hat. Die Masse von Weywot wird auf etwa 1/2000 der Masse von Quaoar geschätzt.

## Physikalische Eigenschaften
Geht man von der gleichen Albedo und der gleichen Dichte wie Quaoar aus, kann man auf einen Durchmesser von etwa 81 ± 11 Kilometern schließen, der etwa einem Zehntel des Durchmessers von Quaoar entspricht. Wahrscheinlich ist Weywot aus dem gleichen Material wie Quaoar zusammengesetzt, aus großen Mengen von Wassereis sowie Methan und anderen gefrorenen Gasen, die einen Gesteinskern umschließen.
Von der Oberfläche von Quaoar aus würde Weywot in seinem Zenit einen Winkeldurchmesser von 15,9 bis 21,4 Bogenminuten aufweisen. Im Vergleich dazu variiert die Größe des Erdmondes von der Erde aus zwischen 29,4 und 33,5 Bogenminuten. Seine scheinbare Helligkeit würde −3 betragen, vergleichbar mit Jupiter in dessen maximaler Helligkeit.
| Jahr                                         | Abmessungen km | Quelle          |
| -------------------------------------------- | -------------- | --------------- |
| 2009?                                        | 95 ± 24        | Johnston        |
| 2010                                         | 74,2           | Frasier u. a.   |
| 2013                                         | 81,0 ± 11,0    | Fornasier u. a. |
| 2014                                         | <69,0          | Thirouin u. a.  |
| 2017                                         | 82,0 ± 17,0    | Brown u. a.     |
| Die präziseste Bestimmung ist fett markiert. |                |                 |